# Emmeline Pankhurst
Pour les articles homonymes, voir Pankhurst.
Emmeline Pankhurst, née Emmeline Goulden à Moss Side, Manchester le 15 juillet 1858 et morte le 14 juin 1928, est une femme politique britannique féministe.  
Elle est particulièrement connue pour avoir organisé le mouvement des suffragettes britanniques et aidé les femmes à obtenir le droit de vote au Royaume-Uni.
En 1999, le Time nomme Emmeline Pankhurst comme étant l'une des cent personnalités les plus influentes du XXe siècle, affirmant qu'« elle a façonné la vision des femmes de notre époque » et qu'« elle a changé les structures de notre société sans possibilité de retour en arrière ».

## Biographie

### Enfance
Emmeline Goulden naît le 15 juillet 1858 dans le quartier de Moss Side à Manchester, dans une famille dont les parents sont des militants engagés dans la vie politique. Sa mère est une lectrice régulière du Women's Suffrage Journal, et Emmeline se prend d'intérêt pour son éditrice Lydia Becker. À l'âge de 14 ans, elle assiste avec sa mère à une réunion publique sur le droit de vote des femmes à laquelle participe Lydia Becker.
Un an plus tard, elle suit les cours de l'École normale de Neuilly en France, où elle se lie d'amitié avec Noémie Rochefort, la fille d'Henri Rochefort qui avait été déporté en Nouvelle-Calédonie pour avoir soutenu la Commune de Paris.

### Les premiers pas
En 1878, Emmeline Goulden se marie avec Richard Pankhurst, un avocat de 23 ans de plus qu'elle, connu pour soutenir les revendications de droit de vote féministes. Ils ont cinq enfants lors des dix ans qui suivent.
Le couple est installé à Londres, où Richard tente sans succès de se faire élire membre du Parlement, tandis qu'Emmeline ouvre un petit magasin de tissus (Emerson and Company) avec sa sœur Mary Jane.
Leur maison de Russell Square devient un lieu de rencontre pour intellectuels et militants politiques : socialistes, protestataires, anarchistes, suffragistes, libre-penseurs, radicaux et humanitaires.
Richard soutient aussi les activités d'Emmeline à l'extérieur de la maison et elle s'implique rapidement au sein de la National Society for Women's Suffrage. À la suite d'une scission de cette organisation, elle participe en 1889 avec son mari à la création de la Women's Franchise League, qui recommande le droit de vote pour les femmes. L'activité principale de l'organisation, outre le fait de faire campagne pour ses membres, consiste à protéger le vote pour les femmes au cours des élections locales.
La WFL revendique également l'égalité des droits en matière de divorce et de succession, et cherche à se rapprocher des organisations socialistes ; ce radicalisme finit par entraîner sa dissolution un an plus tard.
En 1893, les Pankhurst ferment leur magasin et retournent à Manchester. Emmeline participe aux activités de plusieurs organisations politiques, en particulier la Women's Liberal Federation (WLF), affiliée au Liberal Party ; elle est cependant rapidement déçue par les positions modérées du groupe.
Ayant sympathisé avec le socialiste Keir Hardie, créateur de l'Independent Labour Party (ILP), elle tente alors de rejoindre ce mouvement, enthousiasmée par son programme ; mais, étant une femme, elle est rejetée par les membres locaux du parti (elle rejoindra plus tard l'ILP au niveau national). En décembre 1894, elle est élue Poor Law Guardian. C'est alors qu'elle est confrontée aux conditions de vie très rudes endurées par les internés des workhouses de Manchester. Pankhurst est choquée par cette expérience et se met immédiatement en devoir d'améliorer leur situation.

### Mort de Richard
Richard Pankhurst meurt le 5 juillet 1898. Son décès confronte Emmeline à de nouvelles responsabilités, ainsi qu'à une dette importante.
Elle installe sa famille dans une maison plus petite et prend un emploi à l'état civil de la ville de Chorlton. Cette activité lui procure un nouvel aperçu de la condition pathétique des femmes dans la région, qui renforce sa conviction que seul le droit de vote permettra aux femmes d'améliorer leur sort.
En 1900, elle est élue au Conseil d'administration de l'école de Manchester, où elle peut observer de nouveaux exemples du traitement inégalitaire des femmes.

### Women's Social and Political Union (WSPU)
En 1903, faisant le constat que des années de discours modérés et de promesses des parlementaires n'avaient apporté aucun progrès, Emmeline Pankhurst fonde le Women's Social and Political Union (WSPU), organisation de défense du droit de vote des femmes dont la devise est : « deeds, not words » (« des actes, pas des mots »). Rapidement ses trois filles se joignent au mouvement, dont l'ainée Christabel qui est arrêtée pour avoir craché sur un policier lors d'une réunion du Liberal Party en octobre 1905.

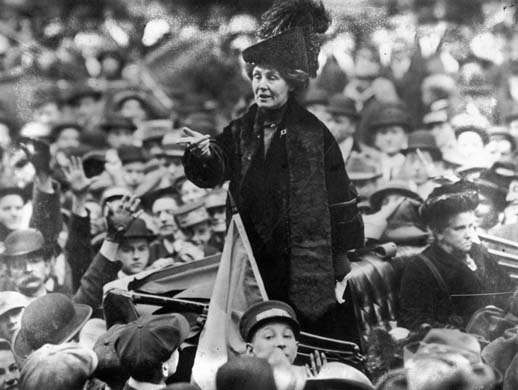
Emmeline Pankhurst s'adressant à la foule.

Le groupe, réservé aux femmes, prend initialement des formes non violentes : discours, pétitions, rassemblements, publication d'un journal, Votes for Women, organisation d'une série de « Parlements des femmes » coïncidant avec les sessions gouvernementales officielles. Il se détache des partis politiques, puis se montre souvent opposé à ces derniers.
Pankhurst est arrêtée pour la première fois en février 1908, alors qu'elle tente de pénétrer au Parlement afin de remettre une protestation au Premier ministre H. H. Asquith ; elle est accusée de délit d'entrave et condamnée à six semaines de prison, qu'elle met à profit pour médiatiser l'urgence du vote des femmes (elle sera arrêtée à sept reprises avant que le suffrage des femmes ne soit institué).
Durant son procès le 21 octobre 1908, elle déclare à la cour « Nous sommes ici non pas parce que nous avons violé la loi ; nous sommes ici de par notre volonté de faire la loi ».

### Intensification tactique
Le 21 juin 1908, 500 000 militants et militantes se rassemblent à Hyde Park pour exiger le droit de vote pour les femmes ; Asquith et les principaux parlementaires leur opposent leur indifférence. Rendues furieuses par cette intransigeance et par les violences policières à leur égard, des membres du WSPU durcissent leurs actions. En 1909, elles ajoutent à leurs modes d'action la grève de la faim.

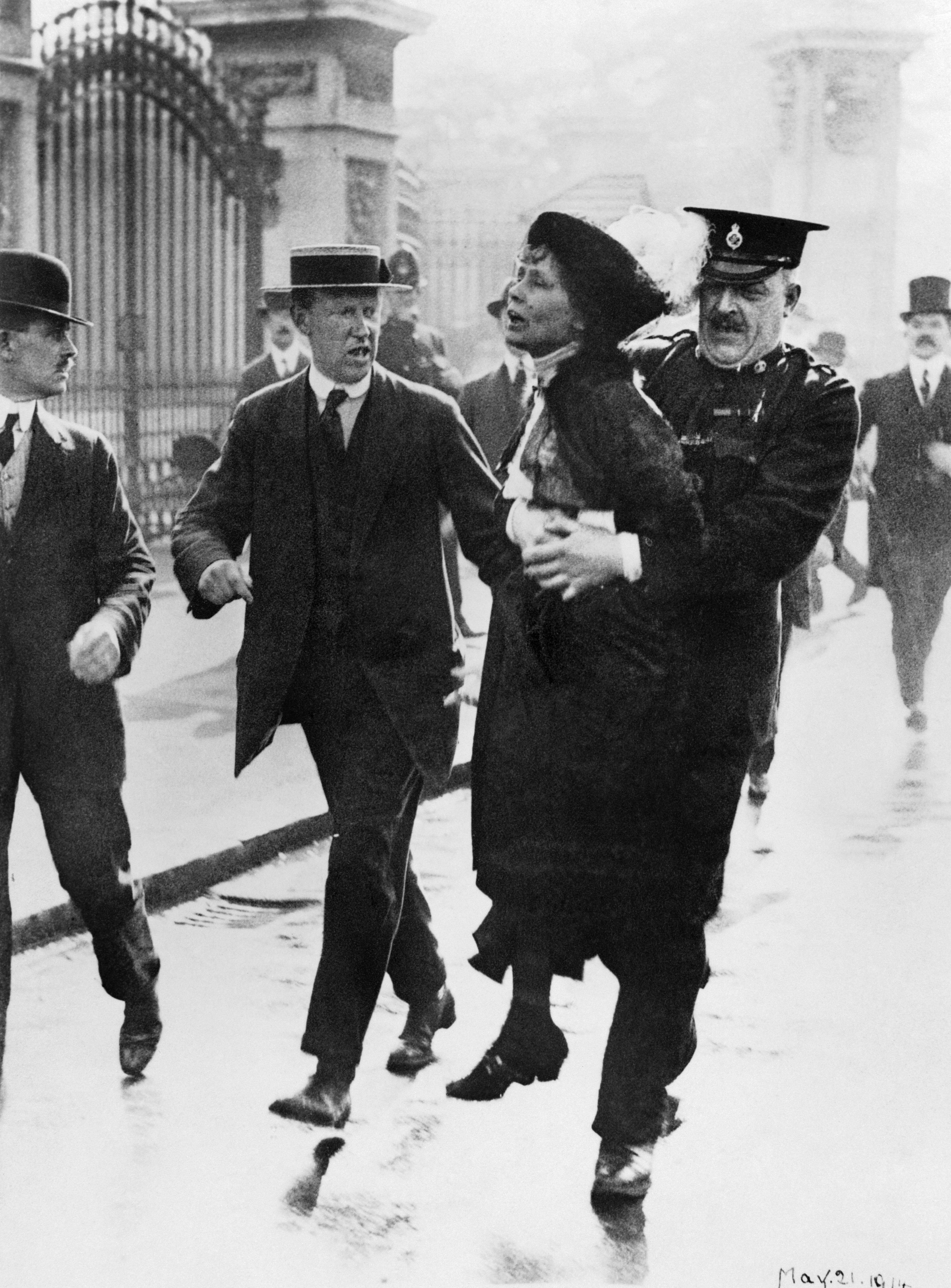
Emmeline Pankhurst arrêtée par la police en mai 1914 près du palais de Buckingham alors qu'elle voulait présenter une pétition au roi George V.

Le 24 juin 1909, Marion Wallace Dunlop est arrêtée pour avoir écrit un extrait de la Déclaration des droits sur un mur de la Chambre des communes. En colère contre ses conditions de détention, elle déclenche avec succès une grève de la faim. Rapidement les membres du WSPU se font connaître par leur usage prolongé de la grève de la faim, qui oblige les autorités à les alimenter de force au moyen de tubes insérés par le nez ou par la bouche. L'utilisation de ces techniques douloureuses entraîne une condamnation de la part des suffragistes ainsi que du corps médical.
Ces tactiques créent des tensions entre le WSPU et les organisations modérées, et reçoivent une appréciation mitigée dans la presse. En 1906, le journaliste du Daily Mail Charles Hands désigne les militantes féministes sous le sobriquet de « suffragettes » (plutôt que l'usuel « suffragistes »); Pankhurst et ses alliées se saisissent de ce qualificatif, dont elles se servent dorénavant pour se différencier des groupes modérés.
En 1910, le journaliste et membre de l'ILP Henry Brailsford tente sans succès de faire voter un projet de loi de conciliation. En signe de protestation, Pankhurst conduit le 18 novembre une marche de 300 femmes vers Parliament Square ; elles subissent pour toute réponse des brutalités policières ordonnées par le secrétaire d'État à l'Intérieur Winston Churchill (incident connu sous le nom de Black Friday).
En mars 1912 Pankhurst participe à une opération de bris de vitres, pour laquelle elle est condamnée et incarcérée à la prison de Holloway. Christabel Pankhurst, devenue coordinatrice en chef de l'organisation, est également recherchée par la police. Emmeline Pankhurst déclenche une grève de la faim pour obtenir une amélioration des conditions de détention des autres suffragettes. Son autobiographie contient une description des traumas provoqués par les séances d'alimentation forcée, les médecins allant de cellule en cellule pour remplir leur « hideux office ».
Pankhurst échappe à ce tourment en menaçant de se défendre violemment, mais elle continue à violer la loi et est arrêtée à de nombreuses reprises, bien que fréquemment relâchée pour raisons médicales après plusieurs jours de privation de nourriture. En effet, les responsables de la prison sont conscients de l'image désastreuse que provoquerait l'alimentation forcée de la populaire leader du WSPU. Cependant, les policiers continuent à l'arrêter pendant ses discours et ses marches de protestation ; elle tente d'abord d'échapper au harcèlement policier en portant des déguisements, puis le WSPU lui procure des gardes du corps.
En 1912, certaines membres du WSPU décident d'adopter une nouvelle tactique en se livrant à des incendies volontaires. Pendant une visite du Premier ministre au théâtre Royal à Dublin, plusieurs suffragettes tentent de provoquer une explosion à l'aide de poudre à canon et de benzine, sans créer de réels dommages. Durant les deux années suivantes, des femmes mettent le feu à une buvette de Regent's Park, à une serre à orchidées des Kew Gardens et à un wagon de chemin de fer ; des incidents similaires ont lieu dans tout le pays avec le soutien public de Pankhurst.
Cette radicalisation du mouvement entraîne des tensions au sein du WSPU et le départ de plusieurs membres importants.
En novembre 1917, l'hebdomadaire du WSPU annonce la dissolution du mouvement et la création du Women's Party (en), à l'existence éphémère.

### Première Guerre mondiale
Au déclenchement de la guerre en août 1914, considérant que le gouvernement a besoin du soutien de tous les Britanniques, Emmeline et Christabel persuadent le WSPU de cesser toute activité militante jusqu'à la fin du conflit. Une trêve est établie avec le gouvernement, en vertu de laquelle toutes les prisonnières du WSPU sont relâchées.
Cependant certains membres du WSPU (dont Sylvia et Adela, les deux autres filles d'Emmeline, pacifistes engagées), opposées à ce qu'elles considèrent comme une dévotion rigide au gouvernement et un abandon des efforts en faveur du droit de vote des femmes, quittent le WSPU pour créer deux nouveaux partis : le Suffragettes of the Women's Social and Political Union (SWSPU) et l'Independent Women's Social and Political Union (en) (IWSPU).
Emmeline Pankhurst met au service de l'effort de guerre la même énergie qu'elle avait déployée en faveur des droits des femmes, organisant des rassemblements, prononçant des discours, et faisant pression sur le gouvernement pour qu'il aide les femmes à entrer sur le marché du travail tandis que les hommes se battent sur le continent.
En 1916, elle se rend aux États-Unis pour récolter de l'argent et inciter le gouvernement américain à soutenir l'effort de guerre du Royaume-Uni, du Canada et des autres Alliés.
Deux ans plus tard, après l'entrée en guerre des États-Unis, elle y retourne et incite les suffragettes locales à suspendre leurs activités militantes pour supporter l'effort de guerre. Elle rend publique sa crainte de la révolution communiste en Russie, qu'elle considère comme une grave menace à la démocratie.

### Obtention du droit de vote
La Loi de 1918 sur la représentation populaire accorde enfin le droit de vote aux femmes âgées de plus de 30 ans (assorti de quelques restrictions), tandis que les hommes pouvaient voter dès l'âge de 21 ans. 
Il faut alors faire face à un nouveau questionnement : les organisations politiques féministes doivent-elle joindre leurs forces à celles créées par les hommes ? Beaucoup de socialistes et de modérés militent pour l'unité des genres en politique, mais Emmeline et Christabel Pankhurst estiment préférable de conserver la séparation existante. Elles transforment alors le WSPU en Women's Party (en), toujours réservé aux femmes. Ce parti encourage l'égalité juridique dans le mariage, l'égalité salariale, et l'égalité des chances dans le domaine de l'emploi.

### Après-guerre
Après l'Armistice de 1918, tout en continuant à soutenir la promotion des femmes, Pankhurst maintient sa vision nationaliste de l'unité britannique. Elle voyage en Angleterre et en Amérique du Nord pour gagner des soutiens à l'Empire britannique et alerter le public du danger bolchevique.
Après le vote d'une loi autorisant les femmes à se présenter aux élections de la Chambre des Communes, elle s'investit sans relâche pour soutenir la candidature de Christabel. Celle-ci perd l'élection de justesse (par 775 voix), ce qu'un biographe décrira comme « La déception la plus amère de la vie d'Emmeline ». Le Women's Party disparaît peu après.
De ses nombreux voyages en Amérique du Nord, elle retire un attachement pour le Canada où « Il me semble qu'il y a plus d'égalité entre les hommes et les femmes que dans tout autre pays que je connaisse ». En 1922, elle s'installe à Toronto et milite avec le Canadian National Council for Combating Venereal Diseases (CNCCVD). Elle finit cependant par se lasser des longs hivers canadiens et regagne l'Angleterre en 1925.
En 1926, elle rejoint le Parti conservateur et se présente deux ans plus tard à l'élection parlementaire dans la circonscription de Whitechapel and St Georges (en).
À ceux qui s'étonnent de voir la fougueuse militante radicale se transformer en membre officiel du Parti conservateur, elle réplique : « Mon expérience de la guerre et de l'autre rive de l'Atlantique ont considérablement changé mon point de vue ». Ses biographes estimeront que sa transformation fut plus complexe qu'il n'y paraît ; aussi bien le Parti Libéral que le Labour lui tenaient rancune de ses activités dans le WSPU, alors que le Parti conservateur bénéficiait après la guerre d'une excellente image et d'une majorité significative. Il se peut que Pankhurst ait rejoint ce parti autant pour garantir le droit de vote des femmes que par affinité idéologique.

### Maladie et mort
Après des années passées à voyager, donner des conférences, être emprisonnée et faire des grèves de la faim, Emmeline Pankhurst est fatiguée et malade. Sa santé se détériorant, elle entre dans une maison de retraite à Hampstead.
Le 14 juin 1928, elle meurt à l'âge de 69 ans. Elle est enterrée au cimetière de Brompton à Londres.
Le droit de vote pour les femmes à 21 ans (au même âge que les hommes) est obtenu un mois après sa mort, le 2 juillet 1928, grâce au Representation of the People (Equal Franchise) Act 1928 (en). Les femmes avaient obtenu le droit de vote en Grande-Bretagne en 1918 mais à 30 ans et sous plusieurs autres conditions.

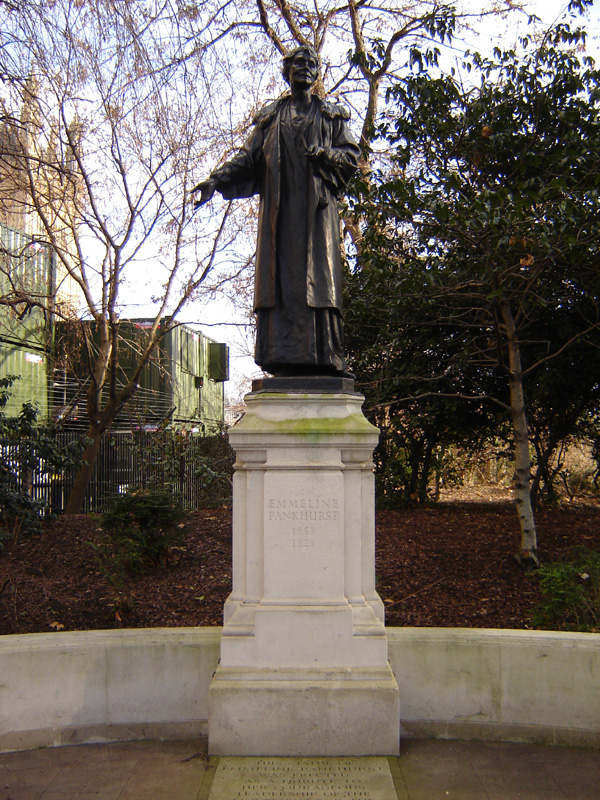
Statue d'Emmeline Pankhurst dans les Victoria Tower Gardens, à côté du palais de Westminster.
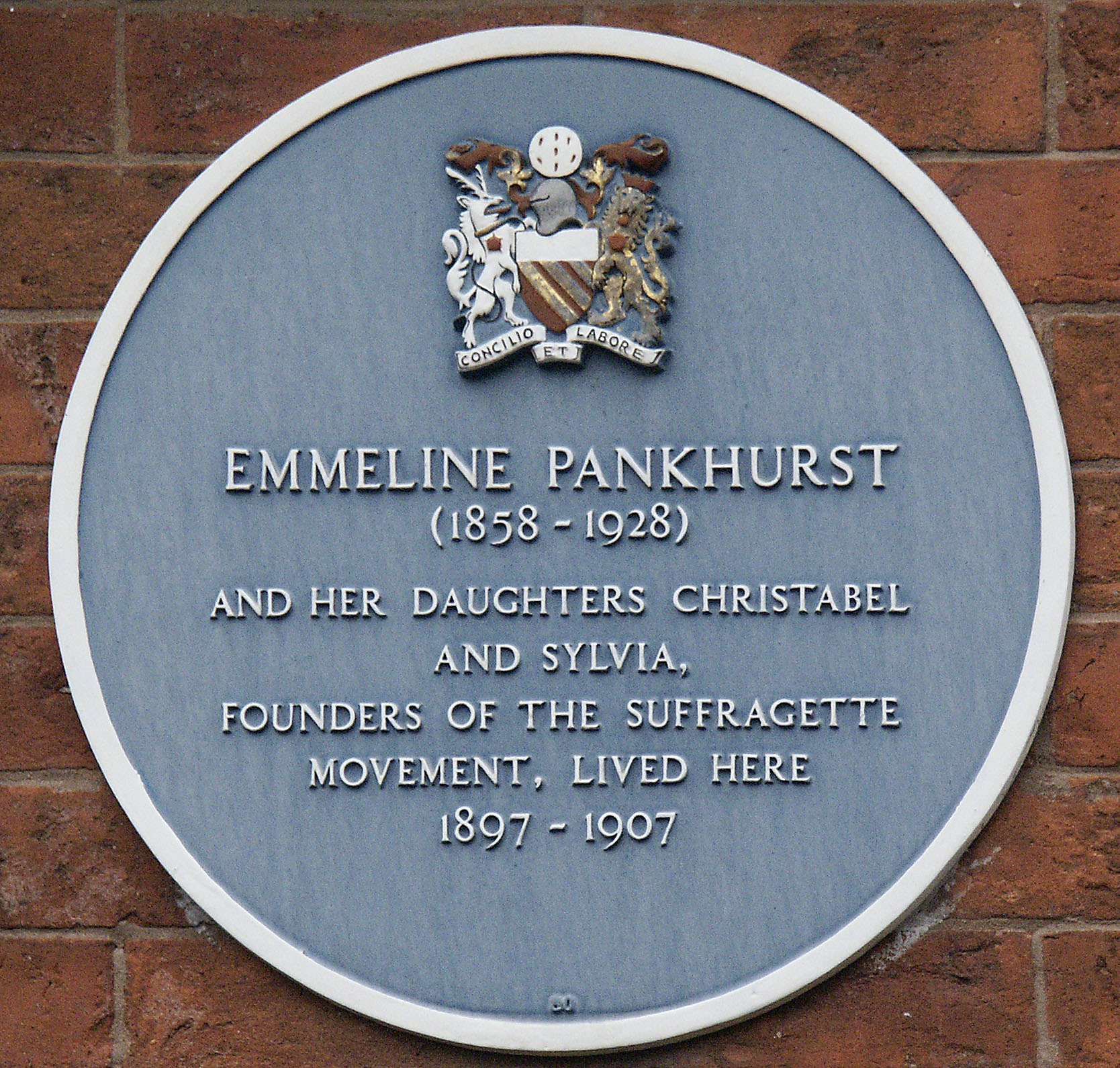
Plaque commémorative.
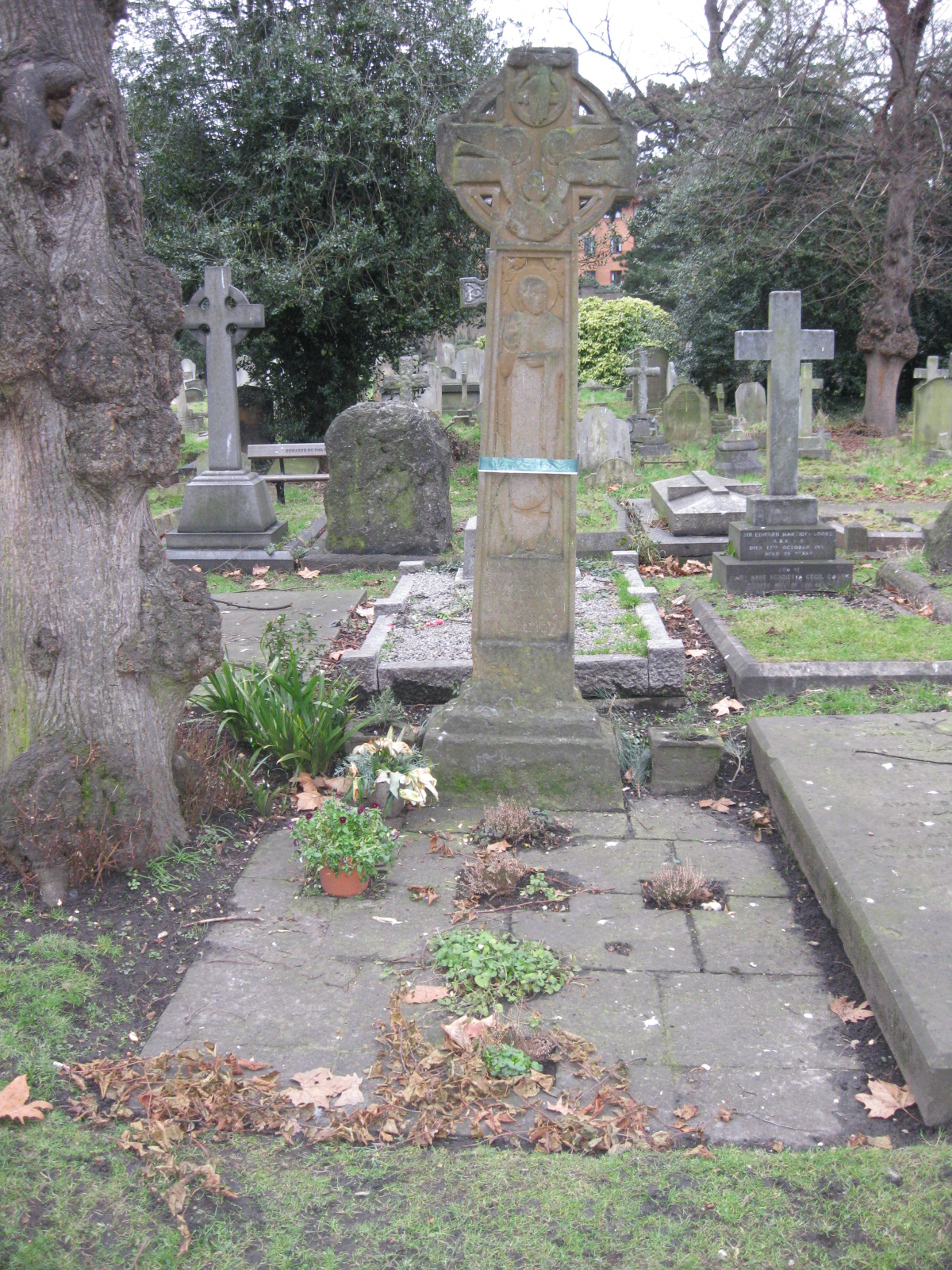
Tombe d'Emmeline Pankhurst dans le cimetière de Brompton (Londres).

### Conclusion
Tout au long du XXe siècle, la contribution d'Emmeline Pankhurst au mouvement droit de vote des femmes a fait l'objet de controverses passionnées.
Elle est largement critiquée pour sa tactique militante et les historiens sont en désaccord sur leur efficacité, mais son action est reconnue comme un élément crucial pour l'obtention du droit de vote pour les femmes.
Il est généralement admis que son action au sein du WSPU a ouvert la voie aux féministes et permis d'éveiller les consciences de façon primordiale.
Stanley Baldwin la compara à Martin Luther et à Jean-Jacques Rousseau, qui jouèrent un rôle crucial dans les réformes sociales et politiques de leur temps.

## Dans la fiction
- Dans la troisième saison de la seconde série Doctor Who, le Docteur, joué par David Tennant, indique que sa clef à molette laser lui a été volée par Emmeline Pankhurst.
- Dans le film Les Suffragettes de 2015, son rôle est joué par Meryl Streep[42].
- En 2018, dans la docufiction allemande Die Hälfte der Welt gehört uns (La moitié du monde nous appartient), son rôle est joué par Esther Schweins[43].
- Elle est mentionnée dans le livre La collectionneuse des mots oubliés de Pip Williams (2020).

### Autobiographie
- (en) Emmeline Pankhurst, My Own Story, Vintage Classics, 1914, rééd. 24 septembre 2015, 354 p. (ISBN 9781784871253, lire en ligne). .

### Essais
- (en) Josephine Kamm, The Story of Emmeline Pankhurst, New York, Meredith Press, 1961, rééd. 1968, 200 p. (OCLC 1086671072, lire en ligne),
- (en) Iris Noble, Emmeline And Her Daughters: The Pankhurst Suffragettes, New York, Julian Messner, 1er janvier 1971, 200 p. (ISBN 9780671324377, lire en ligne),
- (en) Linda Hoy, Emmeline Pankhurst, Trafalgar Square Publishing/Hamilton, 1er août 1985, 72 p. (ISBN 9780241114780, lire en ligne),
- (en) June Purvis et Sandra Stanley Holton, Votes for Women, Londres, Routledge, 24 janvier 2000, 312 p. (ISBN 9780415214582). ,
- (en) Joyce Marlow, Votes for Women, Virago Press, 5 octobre 2000, rééd. 6 septembre 2001, 324 p. (ISBN 9781860498961, lire en ligne),
- (en) Paula Bartley, Emmeline Pankhurst, Londres, Routledge, 10 janvier 2002, 308 p. (ISBN 9780415206501, lire en ligne). ,
- (en) June Purvis, Emmeline Pankhurst : A Biography, Londres, Routledge, 17 juillet 2002, 480 p. (ISBN 9780415239783). [44],
- (en) David Downing, Emmeline Pankhurst, Heinemann Library, 23 mai 2002, rééd. 23 avril 2003, 72 p. (ISBN 9780431138763, lire en ligne),
- (en) Jad Adams, Pankhurst, Londres, Haus Publishing, mars 2003, 196 p. (ISBN 9781904341536, lire en ligne),
- (en) Kay Barnham, History VIPs: Emmeline Pankhurst, Wayland, 2015, rééd. 2 mai 2017, 38 p. (ISBN 9780750299404, lire en ligne),
- Emmeline Pankhurst, Suffragette : la genèse d'une militante, 2019 (ISBN 978-2-35618-155-8 et 2-35618-155-5, OCLC 1134662797, lire en ligne)

### Articles
- (en) Jane Marcus, « Transatlantic Sisterhood: Labor and Suffrage Links in the Letters of Elizabeth Robins and Emmeline Pankhurst », Signs, Vol. 3, No. 3,‎ printemps 1978, p. 744-755) (lire en ligne).
- (en) Keith Curry Lance, « Strategy Choices of the British Women's Social and Political Union, 1903-18 », Social Science Quarterly, Vol. 60, No. 1,‎ juin 1979, p. 51-61 (lire en ligne).
- (en) Laura E. Nym Mayhall, « Domesticating Emmeline: Representing the Suffragette, 1930-1993 », NWSA Journal, Vol. 11, No. 2,‎ été 1999, p. 1-24 (lire en ligne).
- Elizabeth Crawford, « Pankhurst, Emmeline, Mrs (1858-1928) », dans The Women's Suffrage Movement. A Reference Guide 1866–1928, Londres, Routledge, 2001 (ISBN 0415239265), p. 499-514.
- (en) Carl Rollyson, « A Conservative Revolutionnary : Emmeline Pankhurst », The Virginia Quarterly Review, Vol. 79, No. 2,‎ printemps 2003, p. 325-334 (lire en ligne).